# Венесуэльцы
Венесуэ́льцы (исп. Venezolanos) — народ в Южной Америке, основное население Венесуэлы. Численность — 29.8 млн чел., 29 млн проживают в Венесуэле, остальные в США, Испании (по 200 тыс.), Италии, Португалии (по 100 тыс.) и других странах. Говорят на латиноамериканском варианте испанского языка романской группы.

## Формирование нации
Этнорасовое оформление венесуэльцев происходило в процессе смешения испанцев, канарцев, басков, аборигенов-индейцев, африканских рабов. В XX веке в страну переселилось до 1 млн человек из различных стран Европы (больше всего итальянцев и португальцев), Северной Америки и стран Ближнего Востока. По различным оценкам, от 50 % до 2/3 составляют метисы, мулаты и самбо, от 25 до 42 % — потомки выходцев из Европы (Испании, Италии, Португалии, Германии) и арабов, от 1,5 до 2,7 % — индейцы, от 3,5 до 5 % — негры, около 1 % — азиаты.
Большинство потомков африканцев проживает в прибрежной зоне и столице, индейцы — в труднодоступных горных районах юго-востока.

## Хозяйственная деятельность
Север и северо-запад Венесуэлы (прибрежные районы) — самые развитые, здесь сосредоточено 75 % населения и большинство крупнейших городов. В промышленности занято 40 % населения, в сельском хозяйстве — 20 %, остальные — в сфере обслуживания. Креолы и лица европейского происхождения — в основном промышленники, финансисты, землевладельцы и скотоводы. Метисы, самбо, мулаты — крестьяне или мелкие арендаторы.
Среди отраслей промышленности развиты горнодобывающая и электроэнергетика. Сельскохозяйственные культуры — кукуруза, юкка, маниок, бобовые, овощи, картофель, рис, бананы идут для местного потребления. На экспорт идут кофе, какао, сахарный тростник. Старая отрасль — животноводство. Развито лесное хозяйство и, в прибрежных районах — рыболовство.
Национальные ремесла характерны для метисов. Это — плетение циновок из пальмовых листьев и травяных волокон, ткачество, выделка кожаных изделий, гончарство.

## Культура и традиции
Старые города сохраняют испанскую планировку и облик. Планировка в них прямоугольная, в центре — площадь, собор и административные здания. Ратуша (германский термин) или мэрия (французский термин) в странах Латинской Америки называется кабильдо. Это — искаженное «капитоллий», от названия холма и правительственного дворца в Риме. Крестьянские дома — глинобитные или кирпичные. Крыши кроются черепицей или пальмовыми листьями. Очаг — во дворе. Многие спят на улицах, в гамаках (гамак — исконно индейское изобретение).
Национальная одежда — белые хлопчатобумажные штаны, рубахи, у женщин — широкие длинные платья. Головной убор — сомбреро из соломы или травы, основная обувь — сандалии (альпаргатас).
Традиционная пища — из кукурузы: арепа — лепешки, масаморра — каша, альяна — блюдо из поджаренной кукурузной муки. Санкочо — похлебка из говядины и овощей. Распространен местный алкогольный напиток — чича.
Традиционные праздники — карнавал, праздники дьявола и чертенят, семейный праздник — тернера.
В фольклоре и праздниках заметно, кроме испанского, индейское и африканское влияние. Популярны бои быков, петушиные бои, конные бега, бейсбол, футбол, музыка и танцы(гуарачас, под аккомпанемент 4-струнной гитары куатро).
Наследие индейской культуры небогато. Литературных памятников доиспанского периода не сохранилось. Архитектуры — также. Из художественного творчества остались древние наскальные росписи, погребальные урны, каменные блоки с изображением ягуаров и крокодилов, Солнца, Луны, стилизованные антропоморфные фигурки. В музыке индейское, а также африканское влияние заметно. Преобладает музыка креольская, но во внутренних областях популярна индейская, на побережье — африканская. Местные жанры — галерон, хоропо, бамба, пала. Из инструментов распространены куатро, гитара, мандолина, арфа.
В дальнейшем культура развивалась на основе испанского наследия. Литература была представлена в основном историческими хрониками. В поэзии в XVI—XVII веков господствовал гонгоризм. Собственно венесуэльская литература зародилась с пробуждением национального самосознания креолов. В конце XVIII века сюда проникли просветительские идеи, воплощенные в творчестве В. Салиаса (автор национального гимна), драматурга Х. Д. Диаса, поэта Х. А. Монтенегро и др. В XIX столетии распространились романтизм и костумбризм (направление, типичное для Испании), и другие направления, характерные для Европы.

## Использованная литература
- Латинская Америка. Энциклопедический справочник в 2 т., М.,1979.
- Народы и религии мира, под ред. В. А. Тишкова, 1998.
- El Aragüeño. 12 August 2012. Retrieved 9 October 2012.